# Pelecanoides Lakes
Die Pelecanoides Lakes sind ein Komplex untereinander verbundener Seen auf Südgeorgien im Südatlantik. Sie liegen auf einem 150 m hohen Sattel nahe der Basis der Barff-Halbinsel zwischen dem Sörling Beach an der Cumberland East Bay und der Hound Bay.
Das UK Antarctic Place-Names Committee benannte sie 2015 nach der großen Zahl von Breitschnabel-Lummensturmvögeln (Pelecanoides georgicus), die in diesem Gebiet ihre Bruthöhlen haben.